# Francisco Bahamonde Sessé
Francisco Bahamonde Sessé (Valencia, España, septiembre de 1750- Valencia, 10 de octubre de 1805) fue un escritor y periodista ilustrado español. 

## Biografía
Fue bautizado el 14 de septiembre de 1750 en Valencia. Aprendió sus primeras letras con los Padres escolapios de su ciudad natal y muy pronto se inclinó por la poesía. Fue secretario de la Real Academia de Bellas Artes y miembro de la Real Sociedad Económica de Amigos del País de Valencia. Colaboró en el Diario de Valencia, cuyos textos, en verso y prosa, estaban firmados con las iniciales F. B. Cuando descubrió América su vida cambio de curso. Bahamonde fue uno los escritores más importantes de Valencia, sin embargo, sus espléndidas obras no son tan conocidas.

## Algunas obras
- Relación de las fiestas celebradas en Valencia en los días 19, 20 y 21 de febrero de 1789, con motivo de la Proclamación del Rey D. Carlos IV. Valencia, por José Esteban. Sin nombre de autor.
- Romance endecasílabo que en aplauso de la Proclamación del Rey nuestro Señor pone a sus Reales pies, en protestación de su humilde afecto, el Gremio de especiería y droguería de Valencia. En ella, por dicho impresor.
- Conquista de Duvelandia por los españoles en el año 1574. Rasgo poético. Valencia, por el mismo impresor, sin año, en
- Cleopatra, escena trágica unipersonal. Valencia, por los Hermanos de Orga, 1791
- Florinda, escena trágica unipersonal. Valencia, por los dichos, 1792
- Canción á la solemne bendición de las banderas de los cinco batallones de Voluntarios honrados de la Ciudad de Valencia, celebrada en la Iglesia del Convento de Predicadores de la misma, 18 de octubre de 1794, Valencia, 1792.
- A la solemnidad con que celebró Valencia la beatificación del venerable Señor D. Juan de Ribera, en los días 26, 27 y 28 de agosto de 1797. Romance endecasílabo, que dedica al mismo ejemplar de Prelados uno de sus devotos
- Villancicos de Navidad para la Metropolitana, de Valencia Valencia: José Esteban y Cervera, (1794-1803)
- Endecasílabos en que manifiesta su alborozo por el feliz arribo de los Reyes y Príncipes nuestros Señores a Valencia el Cuerpo de Especieros
- Canción que en obsequio de los Reyes y Príncipes nuestros Señores publica el Consulado de Valencia. Oficina de Monfort,
- Epístola Crito á Filandro
- Canción que, en celebridad del feliz cumpleaños de la Reina, leyó en la junta pública de la Real Sociedad Económica de Valencia, 10 de diciembre de 1802. Valencia, por Monfort, 1802
- Cantado del drama sagrado: La adoración de los Reyes del abate Colomes
- Cuatro poesías a las nobles artes
- Noticia histórica del establecimiento y creación de la Real Academia de S. Carlos, y de sus progresos. Se continúa en 31 del mismo, concluyendo en 2 de noviembre. 1805